# Epidendrum peraltum
Epidendrum peraltum är en orkidéart som beskrevs av Rudolf Schlechter. Epidendrum peraltum ingår i släktet Epidendrum och familjen orkidéer. Inga underarter finns listade i Catalogue of Life.